# Rikrok
Rikrok, nome artístico de Ricardo George Ducent, (Londres, 17 de junho de 1972), é um cantor britânico.

## Vida e carreira
Os pais de Rikrok migraram da Jamaica para a Inglaterra em meados dos anos 60, em busca de maiores oportunidades econômicas, mas nunca perderam contato com suas raízes. A música jamaicana desempenhou um grande papel na infância de Rikrok. "Meu pai era um grande fã de reggae, especialmente de Gregory Isaacs, John Holt e Dennis Brown. Ele tinha uma grande coleção de discos, e aos domingos ele ouvia música em casa o dia todo", diz Rikrok.
Aos onze anos de idade Rikrok retornou à Jamaica com sua família. Embora frequentando a Manchester High School em Mandeville, Jamaica, ele descobriu seu talento como cantor e logo percebeu que tinha um dom de compositor. "Um dia eu estava ouvindo o álbum Tender Lover de Babyface e recordo-me de pensar, eu provavelmente poderia ser um compositor", diz Rikrok. "Então, eu escrevi uma canção, e comecei a escrever mais e mais canções. Eu não era realmente bom, porque em primeiro lugar, algumas delas ficaram muito sentimentais, muito estúpidas. Mas era apenas um hobby e eu nunca pensei que nada viria a partir dele, porque parecia um sonho completamente inacessível no negócio de música".
Depois de concluir o ensino médio, Rikrok matriculou-se na University of the West Indies (UWI), na Jamaica. Em 1995 ele iniciou sua primeira turnê como um cantor de apoio da cantora jamaicana Patra. Quando terminou a turnê, ele retornou à UWI para completar os seus estudos. Após uma breve performance com o quarteto jamaicano de R&B/reggae, Lust, Rikrok foi chamado para trabalhar com o compositor e gestor de Shaggy, Robert Livingston. Ele iria escrever canções, criar ritmos no seu computador doméstico e enviar as demonstrações para Livingston, em Nova York.
Quando Shaggy começou o seu trabalho no álbum Hot Shot, Rikrok teve um papel fulcral no processo de composição. No entanto, cantar "It Wasn’t Me" juntamente com Shaggy, um dos maiores sucessos de 2000 e 2001, nunca foi uma parte dos planos de Rikrok. Rikrok cantou e co-escreveu tanto "It Wasn’t Me" quanto "Chica Bonita", com Shaggy, e partilhada a co-composição nos créditos do álbum, seis das quatorze canções de Hot Shot. Hot Shot já vendeu mais de 12 milhões de cópias em todo o mundo, fornecendo a Rikrok uma grande margem de fãs à bases internacionais que aguardam o lançamento do seu álbum de estreia. No entanto, ele não tem qualquer previsão de lançamento de seu álbum solo.

## Discografia

### Singles
- 2000 - "It Wasn't Me" (Shaggy feat. Rikrok) #1 EUA, #1 RU
- 2004 - "Your Eyes" (RikRok feat. Shaggy) #57 RU
- 2005 - "Should I Tell Her" (Rikrok)
- 2006 - "Tell Me Why" (Rikrok)
- 2006 - "Forever" (Rikrok)
- 2007 - "My Love" (Rikrok)
- 2007 - "Bonafide Girl" (Shaggy feat. Rikrok)